# Вилейский (Брянская область)
Вилейский — посёлок в Жуковском районе Брянской области, в составе Троснянского сельского поселения. 
 Расположен в 3 км к северо-востоку от посёлка Тросна. Постоянное население с 2004 года отсутствует.

## История
Возник в 1920-е годы, входил в состав Троснянского сельсовета.
| Годы      | 1979 | 1989 | 2002 | 2010 |
| --------- | ---- | ---- | ---- | ---- |
| Население | 18   | 5    | 3    | 0    |